# Vistdalit

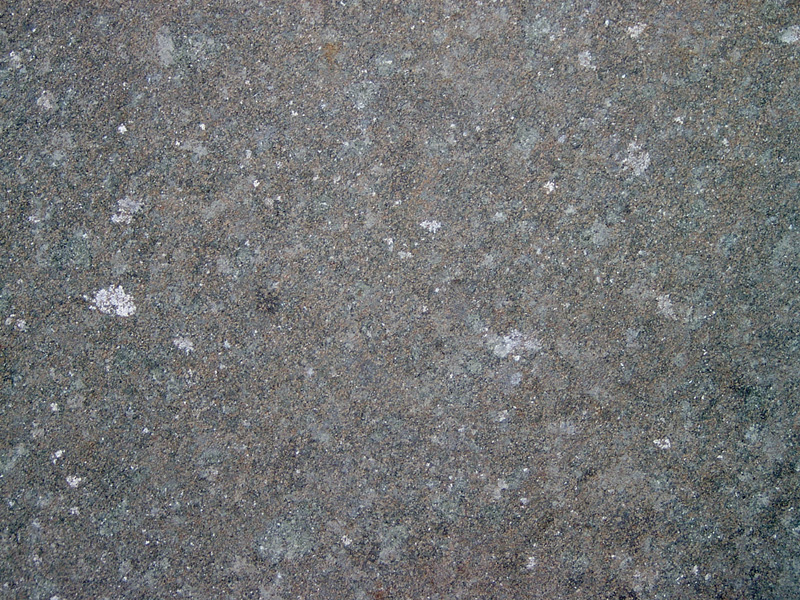
Vistdalit

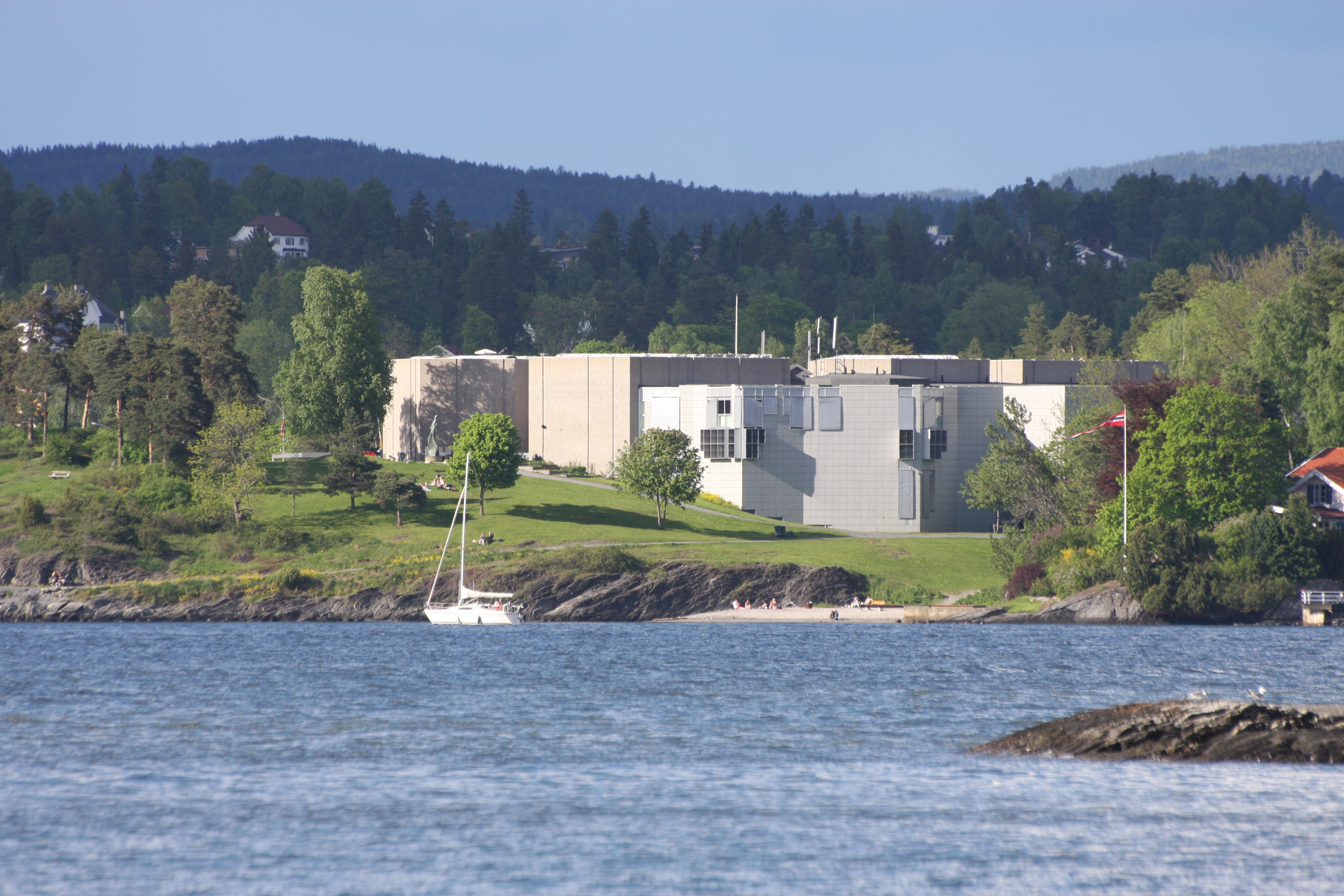
Henie-Onstad Kunstsenter, med vistdalit inomhus i golven

Vistdalit är en variant av den magmatiska djupbergarten gabbro, som förekommer i Vistdalen i Molde kommun i Møre og Romsdal fylke i Norge.
Vistdalit är grovkornig, djupgrön och svart och blir ganska mörk när den poleras och har gröna kristaller som ger stenen sin särprägel. Gabbro är en vanlig bergart i Norge, men finns sällan i stora förekomster. Vistdaliten har en egenvikt på omkring 3 216 kg/m³.
Vistdalit används huvudsakligen som beklädnad på byggnader, köksbänkar, ugnsbänkplattor och golvsten. 
Henie-Onstad Kunstsenter på Høvikodden i Oslo har vistalitgabbro i golven. Skulpturen Trollstigenmonumentet längst upp på Trollstigen, skapad av Hagbart Solløs (född 1951), är gjord i vistdalit.

## Brytning
Gunnar Opdal fann 1928 en större förekomst av amfibolit vid Opdal i Vistdal. Den visade sig vara brytvärdig och uttag av sten började 1931. Amfiboliten fick handelsnamnet vistdalit och klassificerades som en gabbroförekomst.
Företaget Romsdal Steinindustri AS grundades 2004.

## Byggnader med vistdalit i urval
- Henie-Onstad Kunstsenter i Oslo

## Bilder

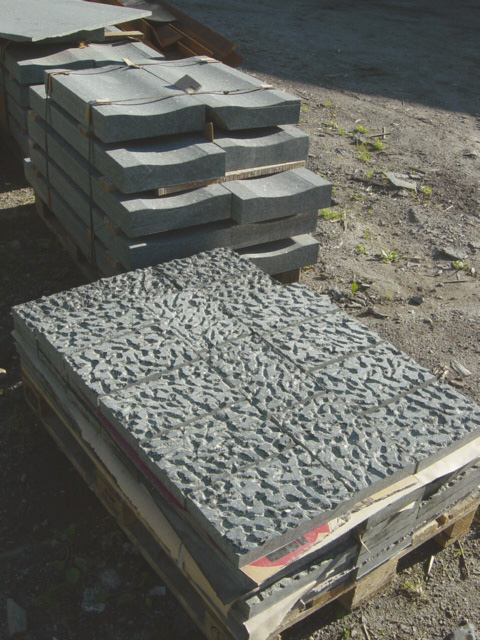
Vistdalit till torg i Åndalsnes.
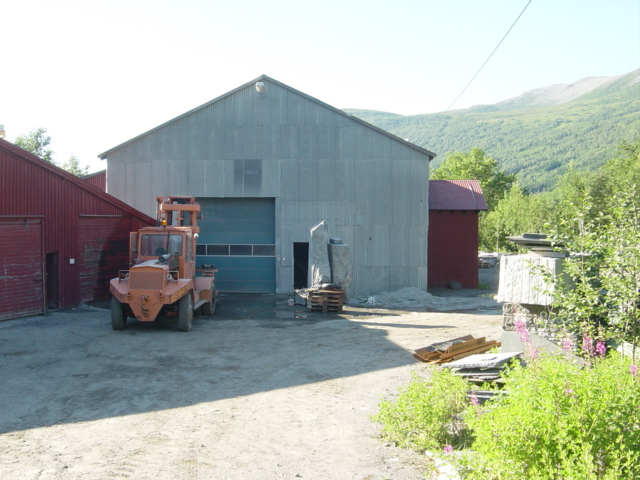
Romsdal Steinindustri AS.
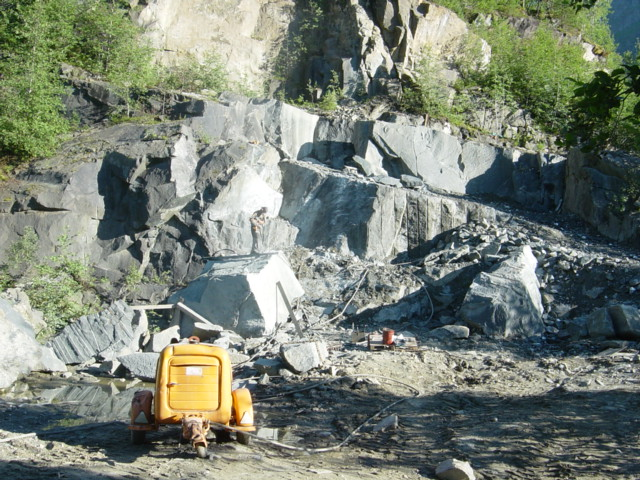
Stenbrottet i Vistdal.
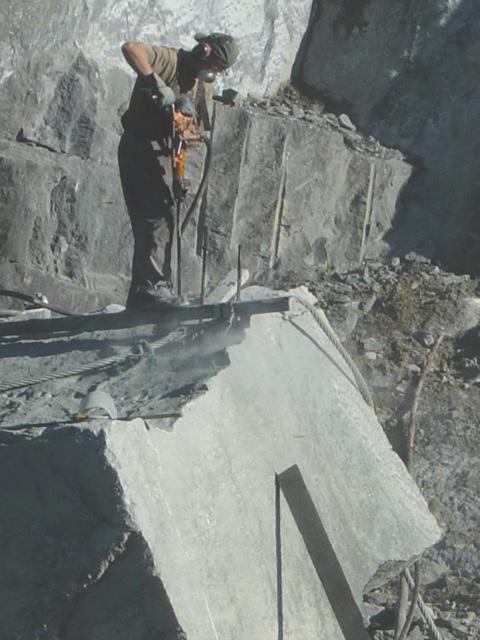
Bearbetning till block.